# نیروگاه اتمی (بوشهر)
نیروگاه اتمی، منطقه مسکونی یا روستایی است از توابع بخش مرکزی در شهرستان بوشهر استان بوشهر ایران.

## جمعیت
این روستا در دهستان حومه بوشهر قرار داشته و بر اساس سرشماری سال ۱۳۸۵ جمعیت آن ۳۳۴۱ نفر (۹۲۱ خانوار) بوده‌است.